# Tchiboni
Le Tchiboni, (en géorgien : ჭიბონი ou ჭიმონი), est un instrument à vent semblable à la cornemuse répandu dans la région de l’Adjarie, en Géorgie. 

## Facture
Il est composé d’un réservoir d'air en peau de chèvre, de deux tuyaux en roseau sortant d’une patte et portant une corne (office de pavillon). L’un des morceaux de roseau est percé de trois trous, l’autre de cinq trous : ils peuvent produire une mélodie indépendante.
La peau de chèvre est ligaturée à ses extrêmes par une pièce de métal qui peut concourir à complémenter le son du roseau à cinq trous.

## Jeu
Il est joué habituellement par des hommes, pour les mélodies de danses adjariennes, en accompagnement du doli, du pandouri et du tchongouri.

## Note
1. ↑  Comme la plupart des instruments de musique joués dans le Caucase, en Asie mineure ou en Asie centrale, le tchiboni existe dans plusieurs pays, avec des variantes de fabrication et des variantes de nom, ainsi d’ailleurs que des variantes de transcription. Généralement transcrit en langue anglaise en chiboni, le ჭიბონი géorgien devrait être transcrit en langue française en tchiboni : il le fut ainsi durant deux siècles lorsque la langue russe était le véhicule intermédiaire.